# アルギロサウルス

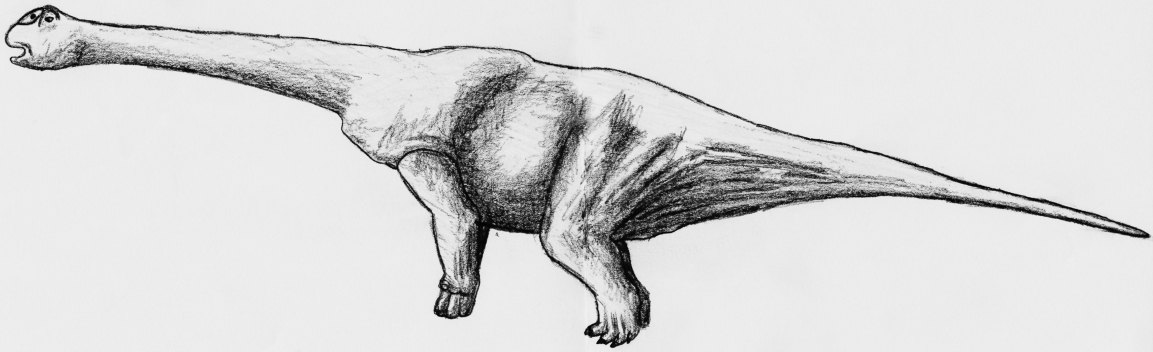
復元図

アルギロサウルス（Argyrosaurus）は約9000万年前の白亜紀後期に現在の南アメリカ（アルゼンチン）に生息していた草食のティタノサウルス類の恐竜の属の一つである。最大の恐竜の一つであり体長は20-30 m、体重は80 tと推定されている。
タイプ種Argyrosaurus superbusは1893年、リチャード・ライデッカーにより記載された属名は古代ギリシャ語で「銀」を意味するargyrosと「トカゲ」を意味するsaurosから「銀のトカゲ」の意味であり、発見地アルゼンチンが「銀の地」という意味であることにちなむ。種小名はラテン語で「誇らしい」という意味である。
この属は主に巨大な左の前肢であるホロタイプMLP 77-V-29-1に基づいている。他にこの属とされている標本としては別の前肢の要素、肩甲骨、恥骨、いくつかの大腿骨、胴椎、頸椎がある。

## 註
1. ↑  Lydekker, R. (1893). "Contributions to the study of the fossil vertebrates of Argentina. I. The dinosaurs of Patagonia", Anales del Museo de la Plata, Seccion de Paleontologia 2: 1-14
2. ↑  http://www.dinodata.org/index.php?option=com_content&task=view&id=5931&Itemid=67 Argyrosaurus at DinoData